# Клептон (біологія)
Клептон (англ. klepton) — складний гібридний комплекс, що має статус у таксономії і прирівнюється до категорії «вид». Термін введений німецьким батрахологом Р. Гюнтером у 1991 р.
Клептон — це паравидове поняття, яке запропоновано для позначення таксонів гібридогенного походження, при якому гібридні форми (фактично види) зберігають свою самобутність і при зворотному схрещуванні дають вищеплення (породжують) самих себе. Тобто, мова йде про фактично репродуктивний паразитизм, при якому гібридна популяція відтворює саму себе при схрещуванні з одним із батьківських видів. Концепція клептону розроблена на зелених жабах (рід Pelophylax), і її відношення до поняття «вид» є опосередкованим.
Припускається, що «клептон» — не більш виняткове явище, ніж формування видів гібридного походження, у тому числі й із гіпотетичними «батьками». В частині таких випадків (докладно описаних саме для європейських зелених жаб, Pelophylax) гібридизація є не випадковим явищем, яке реєструється на рівні окремих особин, а є способом формування нових (гібридогенних) популяцій в області симпатрії батьківських форм. Зокрема, Pelophylax esculentus є гібридом ridibundus x lessonae, при тому в таких популяціях нерідко відсутній один з батьківських видів.